# Khotana
Khotana, zbirno ime za grupu jezično i kulturno srodnih plemena porodice Athapaskan nastanjenih u Aljaski. Khotane su sub-arktički lovci i ribari koji se služe krpljama zimi po snijegu, i kanuima za putovanje rijekama i jezerima. Glavni predstavnici su im Tnaina, poznati i kao Tanaina, Kenai i Knaiakhotana, s poluotoka Kenai; Ahtena ili Ahtnakhotana s Copper Rivera; Ingalik ili Kaiyukhotana, Kaiyuhkhotana ili Deg Hit’an s rije Yukon; i Koyukon ili Koyukukhotana (Koyukukhotana), također s rijeke Yukon.